# Anton Chkarine
Anton Chkarine, né le 15 novembre 1982 à Gijiga (oblast de Magadan), est un joueur international russe de beach soccer.
Il est l'un des joueurs les plus capés de l'équipe russe de beach soccer.

## Biographie
Anton Chkarine intègre la section beach soccer du Lokomotiv Moscou dès sa fondation au printemps 2010. Il est champion de Russie dès la première année.

## Statistiques
Anton Chkarine dispute les Coupes du monde 2007, 2009, 2011 et 2013 avec la Russie. Il prend part à 22 rencontres pour quinze victoires et six buts inscrits.

## Palmarès

### En sélection
| Compétitions mondiales | Compétitions continentales |
| --- | --- |
| - Coupe du monde (3) - Vainqueur en 2011, 2013 et 2021 - Coupe intercontinentale (4) - Vainqueur en 2011, 2012, 2015 et 2021 - Jeux mondiaux de plage - Médaille d'argent en 2019. | - Euro Beach Soccer League (5) - Vainqueur en 2009, 2011, 2013, 2014 et 2017 - Finaliste en 2012 et 2019 - 3e en 2007, 2008, 2010, 2015 et 2016 - Euro Beach Soccer Cup (2) - Vainqueur en 2010 et 2012 - Finaliste en 2005 - Tournoi qualificatif à la Coupe du monde - Finaliste en 2009 et 2013 - 3e en 2008 et 2011 |

### En club
- Championnat de Russie (6)
  - Champion : 2005 avec Chemist Voronej, 2008 et 2009 avec Strogino et 2010, 2011 et 2012 avec le Lokomotiv Moscou
- Coupe de Russie (5)
  - Vainqueur : 2008 et 2009 avec Strogino et 2011, 2012 et 2013 avec le Lokomotiv Moscou
- Supercoupe de Russie (1)
  - Vainqueur en 2011 avec le Lokomotiv Moscou
- Coupe du monde des clubs (1)
  - Vainqueur en 2012 avec le Lokomotiv Moscou
  - 4e en 2011 avec le Lokomotiv Moscou
- Coupe d'Europe (1)
  - Vainqueur en 2013 avec le Lokomotiv Moscou